# 昆特爾

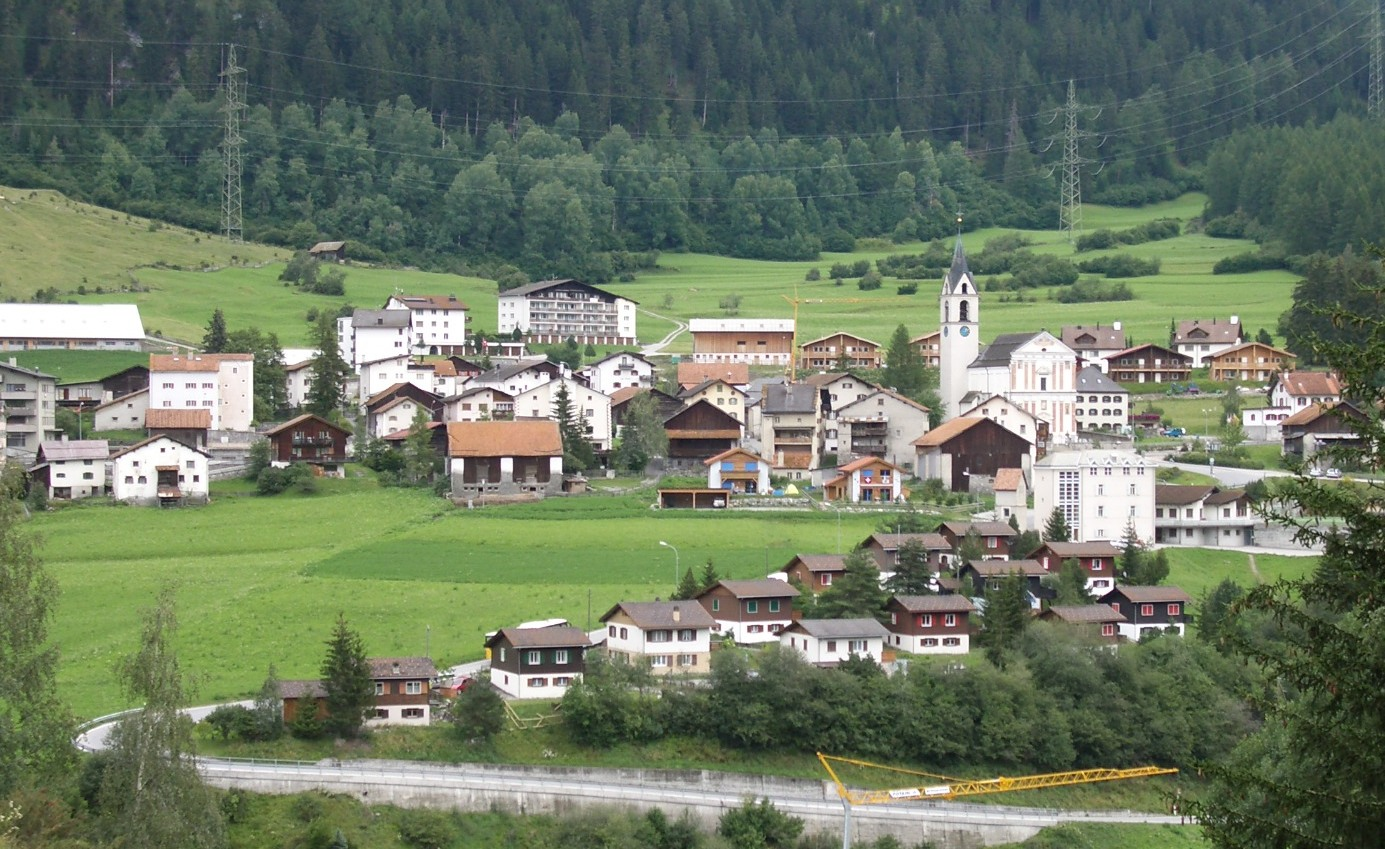

昆特爾是瑞士的城鎮，位於該國東部，由格勞賓登州負責管轄，面積7.12平方公里，海拔高度1,182米，2011年人口243，一半居民使用羅曼什語，人口密度每平方公里34人。